# أخلاقيات بيئية

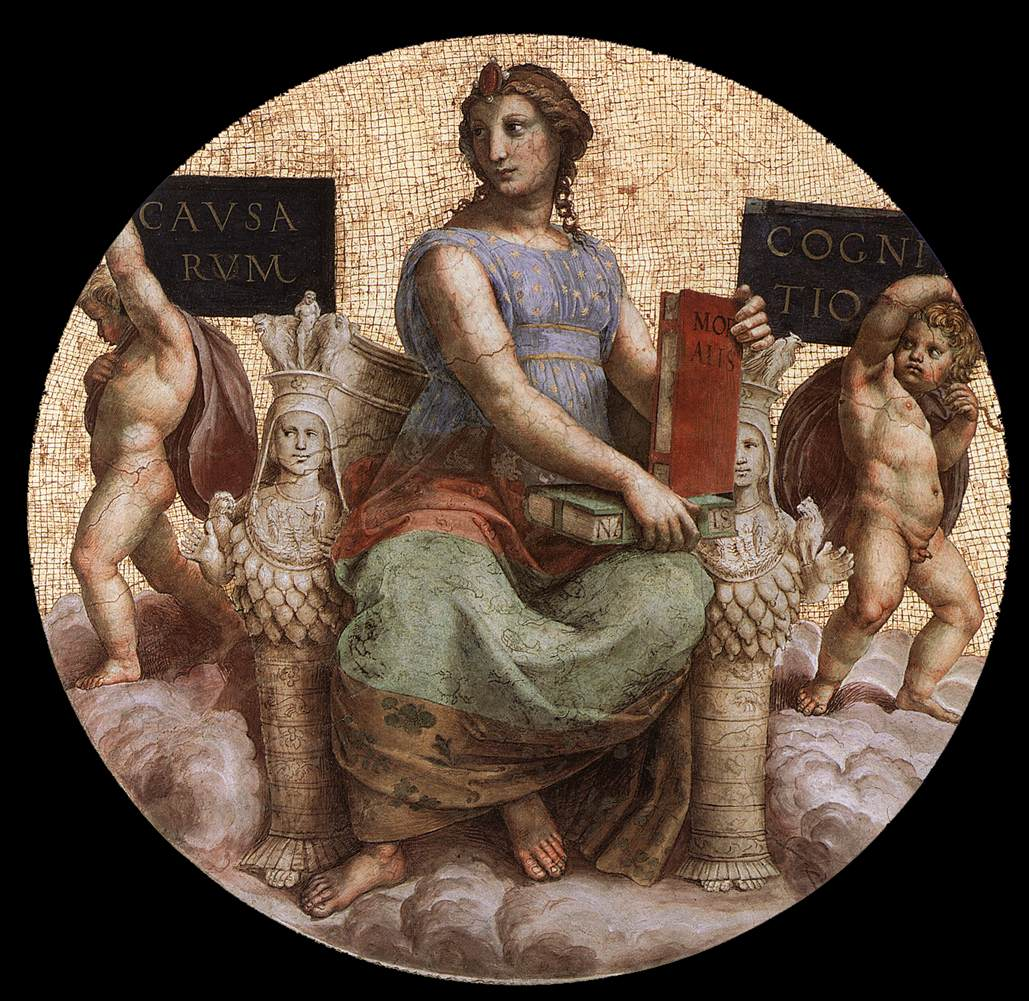

الأخلاقيات البيئية جزء من الفلسفة البيئية، يهتم بتوسيع الحدود التقليدية للأخلاقيات التي تضم البشر فحسب لتضم العالم غير الإنساني. تؤثر على مجموعة كبيرة من التخصصات، بما في ذلك القانون البيئي، وعلم اجتماع البيئة، وعلم اللاهوت البيئي، والاقتصاد البيئي، وعلم البيئة والجغرافيا البيئية.
هناك العديد من القرارات الأخلاقية التي يتخذها البشر تتعلق بالبيئة. مثل:
- أيجب أن يستمر البشر في إزالة الأشجار من الغابات من أجل الاستهلاك البشري؟
- ما الذي يدفع البشر للاستمرار في إكثار جنسهم، وفي الحياة نفسها؟[1]
- أيجب أن يستمر الإنسان في صنع مركبات تعمل بالبنزين؟
- ما الالتزامات البيئية التي يحتاج البشر إلى الحفاظ عليها للأجيال القادمة؟[2][3]
- أيحق للبشر التسبب في انقراض نوع ما من أجل راحة الإنسانية؟
- كيف يجب أن يستخدم البشر البيئة الفضائية ويحاظون عليها بأفضل طريقة لتأمين الحياة وتوسيع نطاقها؟[4]
- ما الدور الذي يمكن أن تلعبه الحدود الكوكبية في إعادة تشكيل العلاقة بين الإنسان والأرض؟[5]

نشأ المجال الأكاديمي للأخلاقيات البيئية استجابةً لأعمال راشيل كارسون وموري بوكتشين ولأحداث مثل يوم الأرض الأول عام 1970، عندما بدأ علماء البيئة في حث الفلاسفة على النظر في الجوانب الفلسفية للمشاكل البيئية. كان لبحثين منشورين في دورية ساينس تأثيرًا حاسمًا: لين وايت «الجذور التاريخية لأزمتنا البيئية» (مارس 1967) وغاريت هاردين «مأساة المشاعات» (ديسمبر 1968). وكان لمقال لاحق لغاريت هاردين بعنوان «استكشاف أخلاقيات جديدة للنجاة» تأثير أيضًا، بالإضافة إلى مقال ألدو ليوبولد في كتابه تقويم مقاطعة الرمل، يدعى «أخلاقيات الأرض»، ادعى فيه ليوبولد صراحةً أن جذور الأزمة البيئية كانت فلسفية (1949).
ظهرت أولى الدوريات الأكاديمية الدولية في هذا المجال في أمريكا الشمالية في أواخر سبعينيات القرن الماضي وأوائل ثمانينياته، دورية إنفيرومينتال إثيكس مقرها الولايات المتحدة في عام 1979، ودورية  ذا ترامبتر: جورنال إوف إكوسفي، التي مقرها في كندا، عام 1983. وبدأت أول دورية بريطانية من هذا النوع، وهي إنفيرومينتال فّاليوس عام 1992.

## النظريات الإنسانية
دعا بيتر سينغر إلى الحفاظ على «مواقع التراث العالمي»، وهي الأجزاء البكر في العالم التي اكتسبت «قيمة النُدرة» لأنها تتناقص بمرور الوقت. ويعتبر صونهم وصية للأجيال المقبلة فمثلما ورثوها عن أسلافهم البشر ينبغي أن ينقلوها إلى الأجيال القادمة حتى تتاح لهم فرصة تقرير ما إذا كانوا سيستمتعون بالريف البكر أو بالمعالم الحضرية بالكامل. ومن الأمثلة الجيدة على مواقع التراث العالمي الغابات الاستوائية المطيرة، وهي نظام بيئي شديد التخصص استغرق قرونًا ليتطور. غالبًا ما تفشل عملية إزالة الغابات المطيرة لإنشاء أراضٍ زراعية بسبب ظروف التربة، ويمكن أن تستغرق آلاف السنين لتتجدد عند الإخلال بتوازنها.

## مركزية الإنسان
مركزية الإنسان هي موقف يعتبر البشر العنصر الأكثر أهمية أو العنصر الحاسم في أي حالة؛ ويجب أن يكون الجنس البشري الشاغل الأساسي دائمًا. يزعم منتقدو مركزية الإنسان بأن التقاليد الغربية تُحيز الإنسان العاقل عند النظر في الأخلاقيات البيئية لموقف ما، وأن البشر يقيّمون بيئتهم أو الكائنات الحية الأخرى على أساس فائدتها لهم (انظر التمييز بين الأنواع). يزعم كثيرون أن كل الدراسات البيئية يجب أن تتضمن تقييمًا للقيمة الجوهرية للكائنات غير البشرية. وفي الحقيقة، استنادًا إلى هذا الافتراض بالذات، اكتشف مقال فلسفي مؤخرًا إمكانية استعداد البشر للانقراض ضمن بادرة تجاه كائنات أخرى. يشير المؤلفون إلى الفكرة كتجربة فكرية ويجب ألا تُفهم على أنها دعوة للعمل.
اعتقد باروخ سبينوزا أن البشر إذا نظروا إلى الأشياء بموضوعية، سيكتشفون أن كل شيء في الكون له قيمة فريدة. وبالمثل، من الممكن أن تكون الأخلاقيات المرتكزة على الإنسان أو مركزية الإنسان/ مركزية الذكورية تصويرًا غير دقيق للواقع، وهناك صورة أكبر قد يتمكن البشر فهمها من منظور إنساني وقد لا يتمكنون.